# Fukushirō Nukaga
Fukushirō Nukaga (額賀 福志郎, Nukaga Fukushirō), né le 11 janvier 1944 dans l'ancien village d'Odaka (aujourd'hui intégré à la ville de Namegata), est un homme politique japonais, membre du Parti libéral démocrate.
Il est élu depuis 1983 à la Chambre des représentants pour le 2e district de la préfecture d'Ibaraki. Plusieurs fois ministre, il fut surtout directeur de l'Agence de Défense du Japon (l'ancêtre de l'actuel ministère de la Défense) du 30 juillet au 20 novembre 1998 et du 31 octobre 2005 au 26 septembre 2006, ainsi que ministre des Finances du 27 août 2007 au 1er août 2008.

## Jeunesse et études
Il est admis à l'université Waseda, où il étudie au sein de la faculté de science politique et d'économie. Il obtient son diplôme en 1968, et devient journaliste politique au Sankei Shinbun, l'un des principaux quotidiens de la presse japonaise. Il occupe ce poste jusqu'en 1978, date à laquelle sa carrière politique débute.

## Carrière politique

### Débuts
Élu pour la première fois à l'Assemblée préfectorale d'Ibaraki en 1978, il a alors pour mentor la figure politique locale, ancien ministre et ancien secrétaire général du PLD, Tomisaburō Hashimoto. Lorsque celui-ci, impliqué dans la fameuse affaire Lockheed, est battu aux élections législatives de 1980 et doit se retirer de la politique, Nukaga est choisi pour reprendre sa circonscription aux élections de 1983. Il quitte ainsi l'assemblée préfectorale pour la Chambre des représentants et donc la Diète nationale. Il est élu pour l'ancien 1er district électoral d'Ibaraki puis, à partir de 1996, pour le nouveau 2e district - c'est-à-dire celui de la capitale préfectorale Mito ainsi que le sud-est de la préfecture.

### Ascension et scandales
Il monte ensuite progressivement la hiérarchie du PLD et de la Chambre des Représentants, et occupe le poste de président de la Commission des Finances de 1996 à 1997 avant de devenir secrétaire général adjoint du cabinet de 1997 à 1998. Il entre une première fois au gouvernement le 30 juillet 1998 comme ministre d'État et directeur général de l'Agence de Défense du Japon dans le 84e Cabinet du Japon dirigé par Keizō Obuchi. Face au scandale impliquant plusieurs membres de l'Agence accusés d'abus de confiance, il doit démissionner dès le 20 novembre de cette même année.
De nouveau ministre d'État chargé de la politique économique et fiscale et du Commerce international dans le second cabinet de Yoshirō Mori le 5 décembre 2000, il démissionne encore une fois le 23 janvier 2001, du fait d'un nouveau scandale. Son secrétariat aurait reçu 15 millions de yens de l'entreprise d'aide mutuelle KSD, et, même si cet argent fut rendu dès qu'il fut découvert par le gouvernement, Nukaga démissionne au nom de la responsabilité politique et pour faire taire la polémique.

### Faction au sein du PLD
À l'origine membre au sein du PLD de l'une de ses plus influentes factions internes de l'époque, le « Club du Jeudi » (木曜クラブ, Mokuyō kurabu), plus connue sous le nom de « faction Tanaka » car dominée par l'ancien Premier ministre et figure dominante de la vie politique japonaise dans les années 1970 et 1980 Kakuei Tanaka, il soutient Noboru Takeshita lorsque celui-ci part à la conquête du PLD en 1987 et participe donc à la création du « Groupe d'études d'Heisei » (平成研究会, Heisei Kenkyūkai) ou Heiseikai. Cette faction interne fut successivement connue sous les noms de faction Takeshita, puis Obuchi, puis Hashimoto et enfin Tsushima depuis 2006. Elle défend au sein du PLD les thèses du keynésianisme avec le maintien d'un certain interventionnisme étatique notamment en ce qui concerne les aides sociales ainsi que le rapprochement avec la Chine, mais elle représente aussi la vision la plus conservatrice pour ce qui est de la gestion du parti (basée sur ce que ses adversaires qualifient aisément de bureaucratie et visant essentiellement un électorat rural). Elle constitue l'une des principales lignes politiques du PLD, avec la Seiwa Seisaku Kenkyūkai ou faction Machimura (ex-faction Yoshirō Mori puis Koizumi, tendance plus à droite dans le parti, plutôt proche du néo-libéralisme et partisane d'une politique étrangère plus décomplexée, mais très réformiste pour ce qui est de la gestion du parti) et le Keiseikai ou faction Koga (la plus ancienne faction encore existante, créée en 1957, plutôt conservatrice au sens traditionnel du terme).
Après le décès de Noboru Takeshita en 2000 et le retrait de la vie politique de Ryūtarō Hashimoto en 2004, Fukushiro Nukaga devient l'une des principales figures, sinon son chef effectif, de la faction, bien qu'il n'en ait pas exercé la présidence avant 2009. Il est l'un des soutiens actifs du Premier ministre Jun'ichirō Koizumi, provoquant alors une fracture, sans qu'il y ait toutefois scission, au sein de la faction Hashimoto lors des élections à la présidence du PLD de 2003 entre une majorité soutenant la candidature de Koizumi et une minorité soutenant celle de Takao Fujii. Cette fidélité à Koizumi lui vaut alors d'obtenir la présidence du Conseil de recherche politique du parti et d'être nommé une nouvelle fois ministre d'État et directeur général de l'Agence de Défense du Japon dans le dernier cabinet Koizumi du 31 octobre 2005 au 26 septembre 2006. Il propose alors de dissoudre l'Agence des Installations administratives de la Défense, institution impliquée dans un grave scandale de corruption.
Après le retrait de Jun'ichirō Koizumi en septembre 2006, il est pressenti comme le potentiel candidat du Heiseikai à la présidence du PLD, aux côtés des quatre « lieutenants » de Koizumi (Shinzō Abe, Tarō Asō, Yasuo Fukuda et Sadakazu Tanigaki). Il décide pourtant finalement de ne pas se présenter, préférant apporter son soutien à Shinzō Abe qui emporte la présidence et donc le poste de Premier ministre. Cette décision est surtout vue comme étant la conséquence de pressions de la jeune garde de la faction, menée par Shigeru Ishiba qui l'avait précédé à la tête de l'Agence nationale de Défense, souhaitant rompre avec le passé sulfureux d'un Heiseikai entaché par de nombreux scandales, dont celui de KSD qui avait touché Nukaga.
Après la décision de Yūji Tsushima, le chef de la faction depuis 2005, d'arrêter sa carrière politique en 2009, Fukushirō Nukaga est choisi pour lui succéder à la tête du Heiseikai.

### Ministre des Finances
Le 27 août 2007, lors du remaniement du cabinet de Shinzō Abe, il est nommé ministre des Finances, en remplacement de Kōji Omi. Lorsque Abe démissionne des postes de chef du parti et de Premier ministre, Fukushiro Nukaga hésite à nouveau pendant quelque temps à se présenter contre Tarō Asō, ancien ministre des Affaires étrangères et l'un des principaux représentants de la tendance néo-conservatrice considéré alors comme le successeur désigné de Shinzō Abe, mais, pour les mêmes raisons qu'en 2006, ne réussissant pas à faire l'unanimité au sein de son propre camp, il soutient finalement le modéré (et partisan de relations plus calmes avec la Chine) Yasuo Fukuda. Ce dernier, devenu chef du parti et donc Premier ministre le 26 septembre 2007, maintient Fukushiro Nukaga au ministère des Finances. Il fait partie toutefois des nombreux ministres qui font les frais du remaniement gouvernemental du 1er août 2008, puisque sur 17 membres Yasuo Fukuda n'en conserve que 4.

## Controverses
Fukushirō Nukaga est affilié au lobby Nippon Kaigi, qui milite pour la restauration de la monarchie et du militarisme.
À la suite de l'arrestation en novembre 2007 d'un ancien vice-ministre de la Défense, Takemasa Moriya, pour ses liens avec la société d'armement Yamada (Moriya a reconnu avoir accepté plusieurs invitations à dîner ou à jouer au golf ainsi que de nombreux cadeaux offerts par l'un des cadres de cette entreprise, Motonobu Miyazaki, tout en niant avoir accordé un quelconque traitement de faveur en échange), Fukushiro Nukaga et son successeur à la tête de l'Agence de défense japonaise, Fumio Kyuma, ont à leur tour été accusés de s'être vus offert par cette compagnie des dîners dans des restaurants chics, ce que les deux hommes nient toujours tandis que l'opposition réclame la comparution de Nukaga devant la Chambre des conseillers.